# Les Baumettes (Gefängnis)
Les Baumettes ist ein Gefängnis im 9. Arrondissement der französischen Stadt Marseille. Das Gefängnis steht im gleichnamigen Quartier am südlichen Stadtrand von Marseille an der Straße zur Calanque de Morgiou.

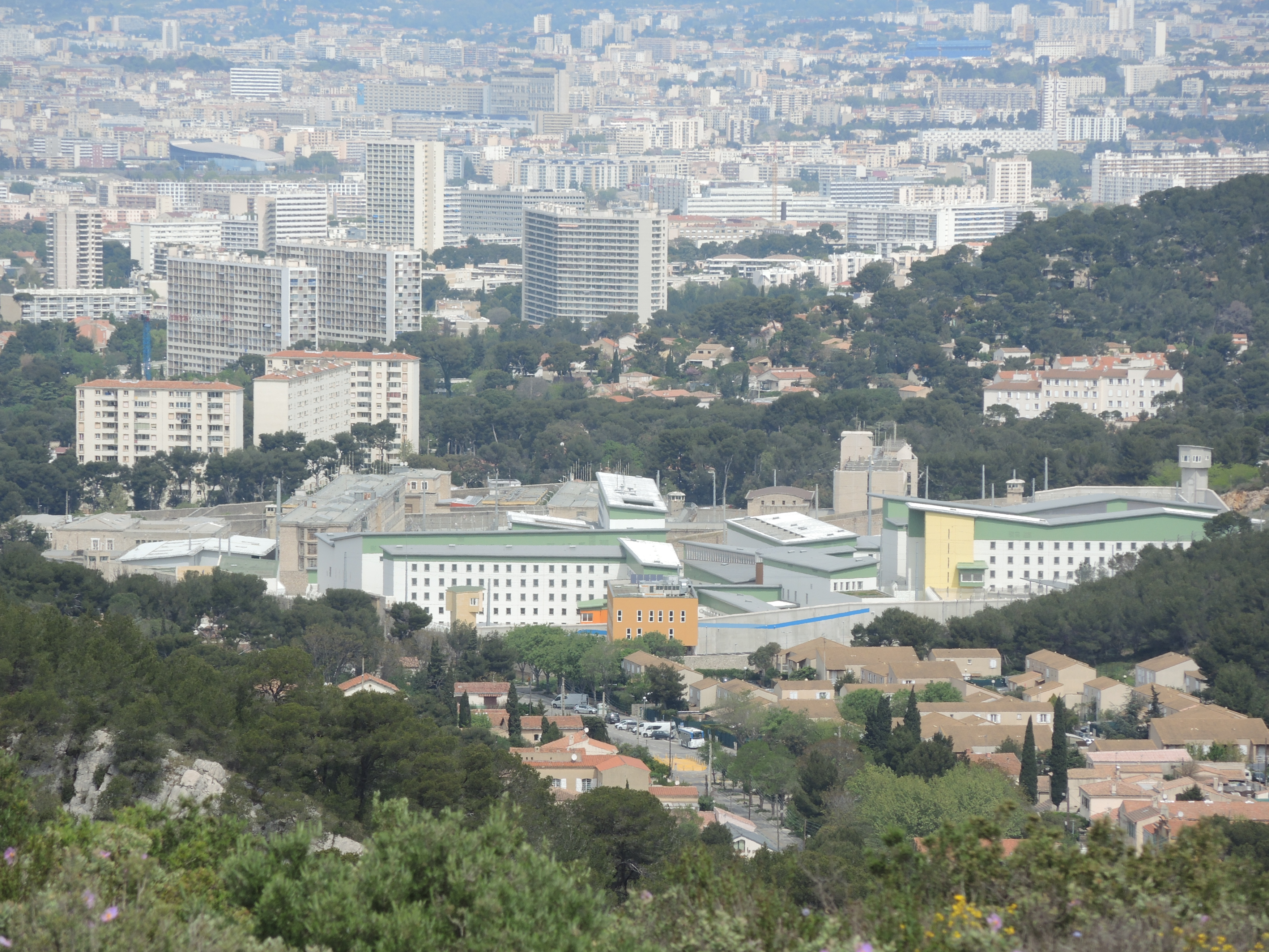
Gefängnis les Baumettes 2017, im Vordergrund der Neubau les Baumettes 2

## Details
Das Gefängnis wurde zwischen 1933 und 1939 erbaut. Es umfasst ein Areal von 30.370 m² und 1373 Haftplätze, von denen 1182 Plätze für männliche Häftlinge reserviert sind. Am 1. Januar 2017 waren 1666 Personen inhaftiert, bei einer wegen Bauarbeiten reduzierten Anzahl Haftplätze von 1196, was einer Belegung von 139,3 % entsprach. Der Jugendstrafvollzug (Établissement pénitentiaire pour mineurs – EPM) erfolgt in La Valentine im 11. Arrondissement.

## Besondere Ereignisse

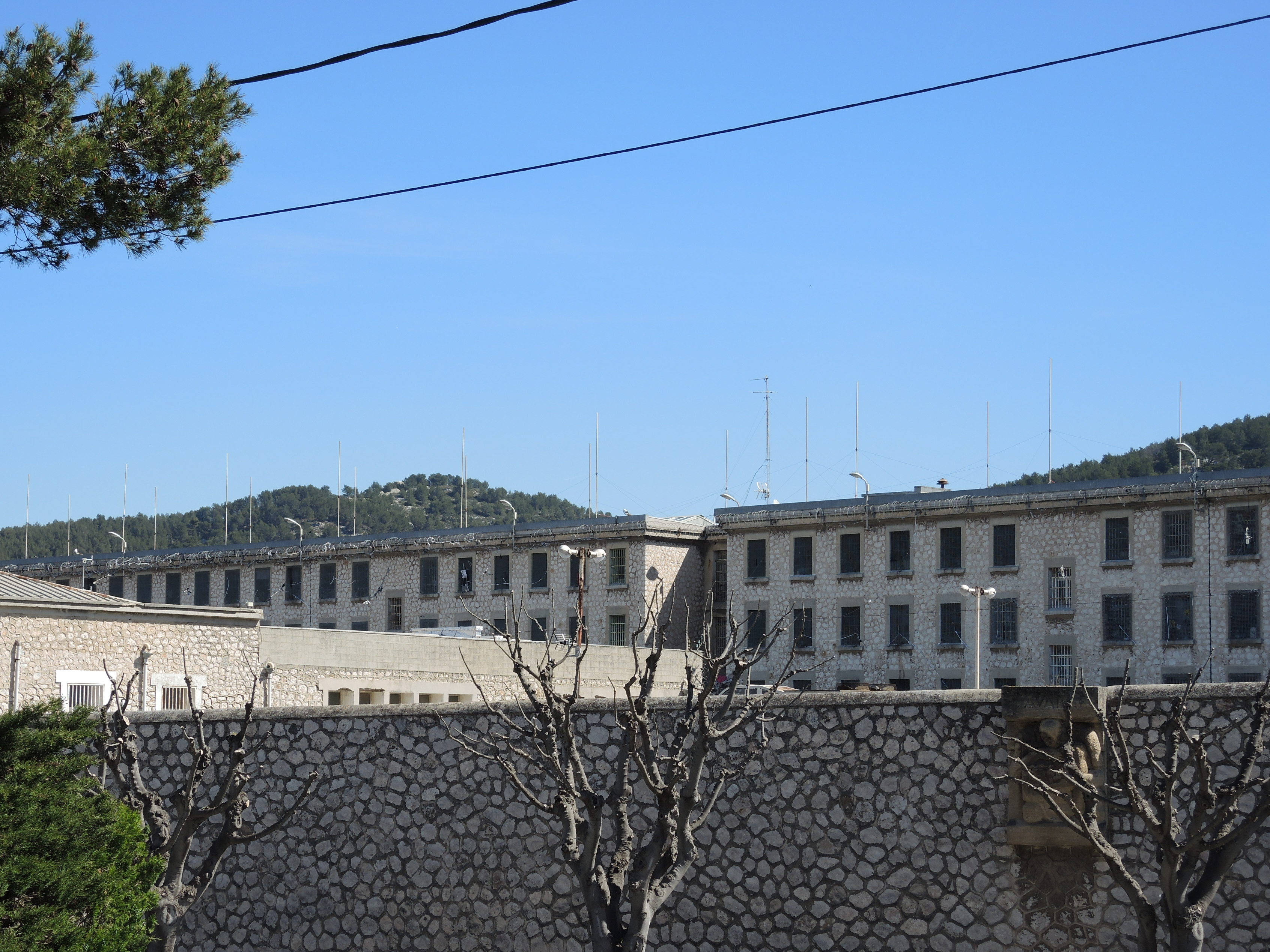
Älterer Teil des Gefängnisses

Laut Europarat handelt es sich bei diesem Gefängnis um die schlimmste Haftanstalt Frankreichs. Álvaro Gil-Robles, ehemaliger Menschenrechtskommissar des Europarates, beschwerte sich bei seinem Besuch im September 2005 über die katastrophalen hygienischen Zustände in der restlos überfüllten Haftanstalt. Häftlinge erbrächen sich und urinierten in den Zellen, ohne dass diese gesäubert würden. Oftmals seien in einer Zelle von sieben Quadratmetern bis zu vier Insassen untergebracht, und viele der Häftlinge müssten auf dem nackten Boden schlafen. Álvaro Gil-Robles gab an, Häftlinge gesehen zu haben, die sich mit Rasierklingen verstümmelten und Blut auf Wände schmierten.

„Das ist ein abstoßender Ort. Mit Ausnahme von Moldawien habe ich niemals zuvor entsetzlichere Haftbedingungen erlebt. Unter diesen Bedingungen kommen die Menschen schlimmer heraus als sie hineinkamen.“

Man separiert die Häftlinge lediglich nach Geschlecht. Dadurch kommt es durchaus vor, dass ein Kleinkrimineller mit einem Gewaltverbrecher in derselben Zelle einsitzt. Um der abschreckenden Wirkung willen werden nach Les Baumettes auch prominente Straftäter eingewiesen. In regelmäßigen Abständen werden Häftlinge in die Krankenstation des Gefängnisses gebracht, die Verletzungen aufweisen, die anscheinend Folgen polizeilicher Gewalt sind.
In Les Baumettes fanden die viertletzte (Ali Benyanès, 1973), die drittletzte (Christian Ranucci, 1976) und die letzte (Hamida Djandoubi, 1977) Hinrichtung in Frankreich statt (→ Todesstrafe in Frankreich).
Nach einem Empörung hervorrufenden Bericht des Generalinspektors für die Freiheitsentzugsanstalten (Contrôleur général des lieux de privation de liberté) Jean-Marie Delarue vom 6. Dezember 2012 reichte die Menschenrechtsorganisation für Gefangene Observatoire international des prisons (OIP) vor dem Conseil d’État und dem Verwaltungsgericht in Marseille mehrfach Klage ein, dass in der Marseiller Haftanstalt Sofortmaßnahmen ergriffen werden sollten. Es ergingen Urteile, dass binnen kurz gesetzter Frist alle Zellen belüftbar werden, elektrisches Licht erhalten, die Verletzungsgefahr und die vielen Ratten, Kakerlaken und Asseln in den Örtlichkeiten beseitigt werden sollen – Maßnahmen, die seit teils zwanzig Jahren verschleppt worden waren. Vertreter der OIP äußerten sich in dem Sinne, dass man nach diesem durch Rechtsstreit gesuchten und erreichten Ergebnis den offenbar gangbaren Klageweg öfter bemühen wolle. Die Strafvollzugsbehörde hat Eilmaßnahmen ergriffen.

## Les Baumettes im Film
Im November 2012 kam der in Schwarzweiß gedrehte Film Être là des französischen Dokumentarfilmers Régis Sauder heraus, in dem er die zermürbende Tätigkeit des ausschließlich weiblichen Personals – Krankenschwestern, Physiotherapeutinnen, Psychiatriepflegerinnen – auf der Krankenstation des Gefängnisses zeigt. Der Film wurde innerhalb von drei Wochen von Sauder selbst gedreht, nur assistiert von einem Mitarbeiter, der die Tonaufnahmen machte.
Eine Szene aus dem Film Catch Me If You Can wurde in Les Baumettes gedreht.

## Neubauprojekt
Von 2013 bis 2016 wurde an Stelle des Frauengefängnisses der Neubau Les Baumettes 2 errichtet. Er bietet 600 Haftplätze für Männer und 174 für Frauen sowie einen Sanitärbereich von 3000 m² und einen neuen Haupteingang für das ganze Gefängnis. 2021 wurden die restlichen Altbauten abgerissen, und 2022 wurde mit dem Bau der letzten Etappe Les Baumettes 3 begonnen, die 740 Haftplätze bieten soll.